# Понте д'Арми (Ријети)
Понте д'Арми је насеље у Италији у округу Ријети, региону Лацио.
Према процени из 2011. у насељу је живело 48 становника. Насеље се налази на надморској висини од 31 м.